# Spinapecta alieniphaga
Spinapecta alieniphaga är en insektsart som beskrevs av Naskrecki och Lopes-andrade 2005. Spinapecta alieniphaga ingår i släktet Spinapecta och familjen vårtbitare. Inga underarter finns listade i Catalogue of Life.